# Ивановский остров
Ивановский остров (Маячный остров) — один из Ивановских островов Петрозаводской губы Онежского озера. Является самым крайним из всей цепи Ивановских островов.

## История
В дореволюционное время на острове находился маяк, в навигационное время жили смотрители. В Гражданскую войну на острове были вырыты окопы для защиты города от войск Белой армии.
27 сентября 1941 года, во время эвакуации жителей города Петрозаводска, одна из барж с эвакуируемыми попала под огонь финляндской батареи. На барже начался пожар и эвакуируемые, преимущественно дети, женщины и старики, были вынуждены спасаться вплавь. По разным данным в этих событиях погибло от 50 до 100 человек. Остальные были спасены буксиром "Кингисепп".
Остров имел статус укрепрайона в период Второй Мировой войны. Вооружёнными силами Финляндии на острове были сооружены доты и другие оборонительные сооружения.
В послевоенное время на острове располагался маяк, который обеспечивал панорамный обзор Онежского озера. Сегодня маяк является заброшенным, оборудование вывезено.